# Đồ gốm Oribe
Đồ gốm Oribe (織部焼 Oribe-yaki) là một loại đồ gốm Nhật Bản có đặc trưng là men màu đồng xanh lục và được sơn đậm màu. Nó là loại đồ gốm đá có màu đầu tiên được các nhà đồ gốm Nhật Bản sử dụng, xuất hiện vào cuối thế kỉ XVI. Tên gọi của nó được đặt theo tên của trà sư Furuta Oribe (1544–1615).

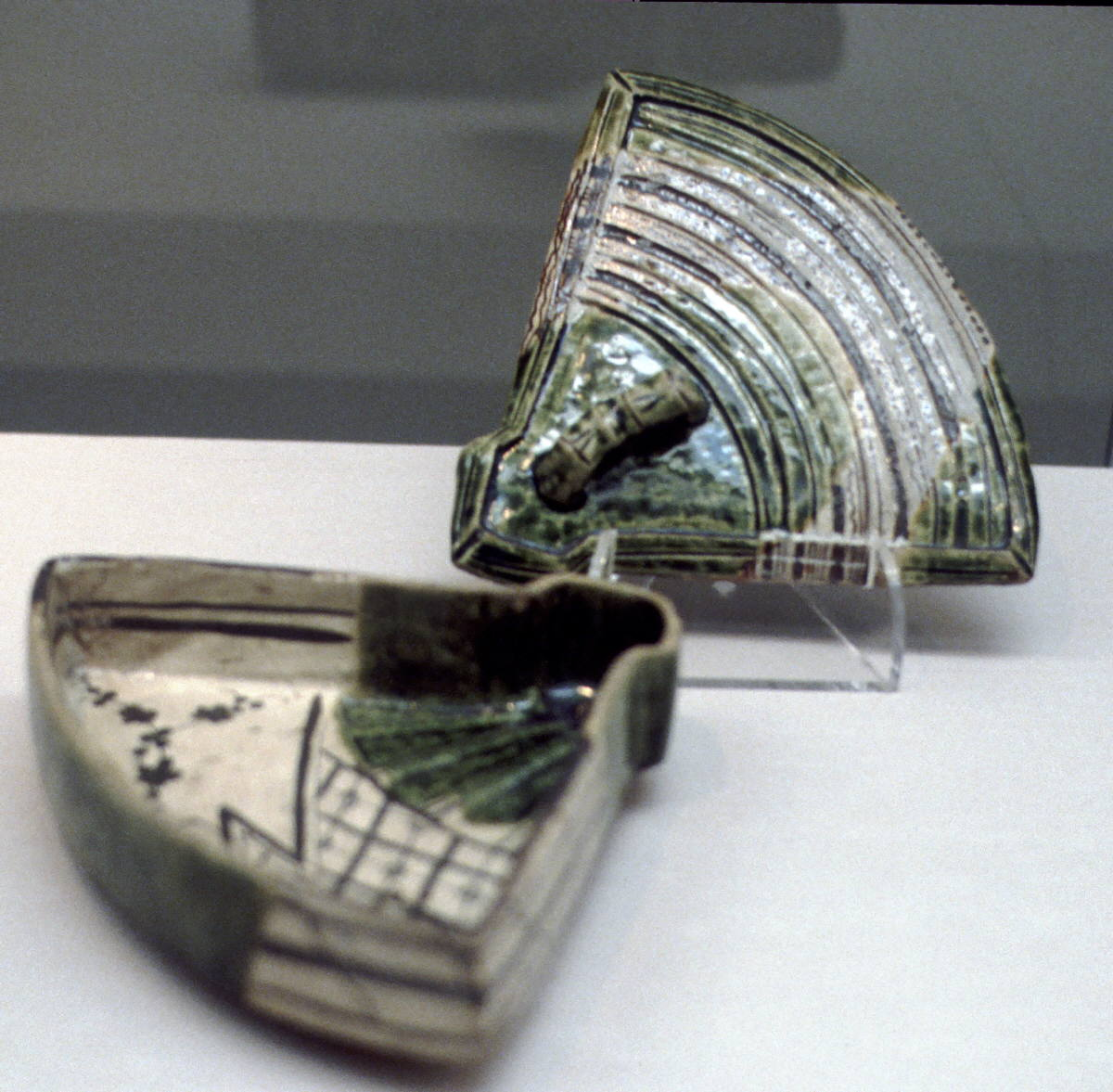
Một cái đĩa Oribe có nắp

Giống như các loại đồ gốm Nhật Bản khác, đồ gốm oribe thường gặp trong các loại chén và đĩa. Oribe còn được dùng trong các bình có nắp và đồ chứa thức ăn.
Đồ gốm Oribe có thể được tạo ra với hình dạng chuẩn hoặc được làm biến dạng tự do, không cân đối để tạo cảm giác thẩm mĩ mới. Bề mặt được trang trí với nhiều kiểu hoa văn dựa theo tự nhiên hay các mẫu hình học. Đồ gốm được nung ở 1200 độ C để có màu xanh sáng,